# Sven Senteler
Sven Senteler (* 11. August 1992 in Zürich) ist ein Schweizer Eishockeyspieler, der seit September 2015 beim EV Zug aus der Schweizer National League unter Vertrag steht und dort auf der Position des Stürmers spielt. Mit dem EV Zug gewann Senteler in den Jahren 2021 und 2022 jeweils die Schweizer Meisterschaft, nachdem er den Titel bereits 2014 mit den ZSC Lions zum ersten Mal gewonnen hatte.

## Karriere
Senteler spielte in der Jugend der ZSC Lions und sammelte später Erfahrung in der Fördermannschaft GCK Lions in der National League B (NLB). In der Saison 2013/14 gelang ihm der Sprung ins Zürcher NLA-Kader, er wurde mit den ZSC Lions gleich Schweizer Meister, verbuchte aber auch weiterhin NLB-Einsätze.
Zur Saison 2015/16 wechselte der Stürmer zum EV Zug. Zunächst war mit den ZSC Lions eine Leihvereinbarung geschlossen worden, im Oktober 2016 unterzeichnete er beim EVZ einen Vertrag bis 2019. Mit Zug gewann Senteler in den Jahren 2021 und 2022 seinen zweiten und dritten Schweizer Meistertitel.

### International
Im Februar 2017 wurde Senteler erstmals ins Aufgebot der Schweizer A-Nationalmannschaft berufen. In der Folge absolvierte er die Weltmeisterschaften der Jahre 2023 und 2024. Mit dem Gewinn der Silbermedaille bei den Titelkämpfen des Jahres 2024 war er Teil eines der grössten Erfolge der Schweizer Eishockey-Geschichte.

## Erfolge und Auszeichnungen
| - 2011 Schweizer U20-Juniorenmeister mit den GCK Lions - 2014 Schweizer Meister mit den ZSC Lions - 2019 Schweizer Cupsieger mit dem EV Zug | - 2021 Schweizer Meister mit dem EV Zug - 2022 Schweizer Meister mit dem EV Zug |

### International
- 2024 Silbermedaille bei der Weltmeisterschaft

## Karrierestatistik
Stand: Ende der Saison 2024/25

### International
Vertrat die Schweiz bei:
- Weltmeisterschaft 2023
- Weltmeisterschaft 2024

(Legende zur Spielerstatistik: Sp oder GP = absolvierte Spiele; T oder G = erzielte Tore; V oder A = erzielte Assists; Pkt oder Pts = erzielte Scorerpunkte; SM oder PIM = erhaltene Strafminuten; +/− = Plus/Minus-Bilanz; PP = erzielte Überzahltore; SH = erzielte Unterzahltore; GW = erzielte Siegtore; 1 Play-downs/Relegation; Kursiv: Statistik nicht vollständig)